# Gud är trofast! Så ljöd sången
Gud är trofast! Så ljöd sången är en psalm om Guds trofasthet med text och melodi (3/4, Ass-dur) komponerad av Allan Törnberg år 1951. I tre strofer upprepas orden Gud är trofast nio gånger, i syfte att påvisa detta. Betydelsen visas också genom texten Sjung det om och om igen och psalmslutet Sjung det i all evighet!

## Publicerad i
- Herde-Rösten 1892 som nr 547 under rubriken "Guds trofasthet"
- Nr 30 i den ekumeniska delen av den svenska psalmboken (dvs psalm 1-325 i Den svenska psalmboken 1986, Cecilia 1986, Psalmer och Sånger 1987, Segertoner 1988 och Frälsningsarméns sångbok 1990) under rubriken "Gud, vår Skapare och Fader".
- Sångboken 1998 som nr 32.